# José Fogaça
José Alberto de Fogaça Medeiros ou José Fogaça (né le 13 janvier 1947 à Porto Alegre, Rio Grande do Sul, Brésil) est un homme politique brésilien membre du parti du mouvement démocratique brésilien, ancien député de l'État du Rio Grande do Sul, député fédéral au cours de la 47e législature de 1983 à 1987 et sénateur. Il est l'actuel maire de Porto Alegre, depuis 2005.

## Biographie
Formé en droit à l'Université catholique du Rio Grande do Sul, José Fogaça a été, avant d'entreprendre une carrière politique, professeur de préparation à l'entrée dans les universités, présentateur de télévision et animateur de radio. Il est aussi compositeur, travaillant en partenariat avec sa femme et d'autres groupes musicaux.
Son élection en 2005 à la mairie de Porto Alegre mit fin à seize années de gestion de la capitale gaúcha par le Partido dos Trabalhadores du Président Lula.